# Guldbandad tangara
Guldbandad tangara (Iridosornis reinhardti) är en fågel i familjen tangaror inom ordningen tättingar.

## Utseende
Guldbandad tangara är en mycket vacker fågel. Fjäderdräkten är blå, med svart huvud och ett unikt brett guldgult band som vrider sig runt hjässans baksida.

## Utbredning och systematik
Fågeln förekommer på Andernas östsluttning i Peru (södra Amazonas till Cusco). Den behandlas som monotypisk, det vill säga att den inte delas in i några underarter.

## Levnadssätt
Guldbandad tangara hittas i höglänta bergsbelägna molnskogar. Den ses vanligen i smågrupper, ofta som en del av kringvandrande artblandade flockar. Födan består av frukt och insekter.

## Status
Arten har ett stort utbredningsområde och beståndet anses vara stabilt. Internationella naturvårdsunionen IUCN listar den därför som livskraftig (LC).

## Namn
Fågelns vetenskapliga artnamn hedrar den danske zoologen Johannes Theodor Reinhardt (1816–1882).

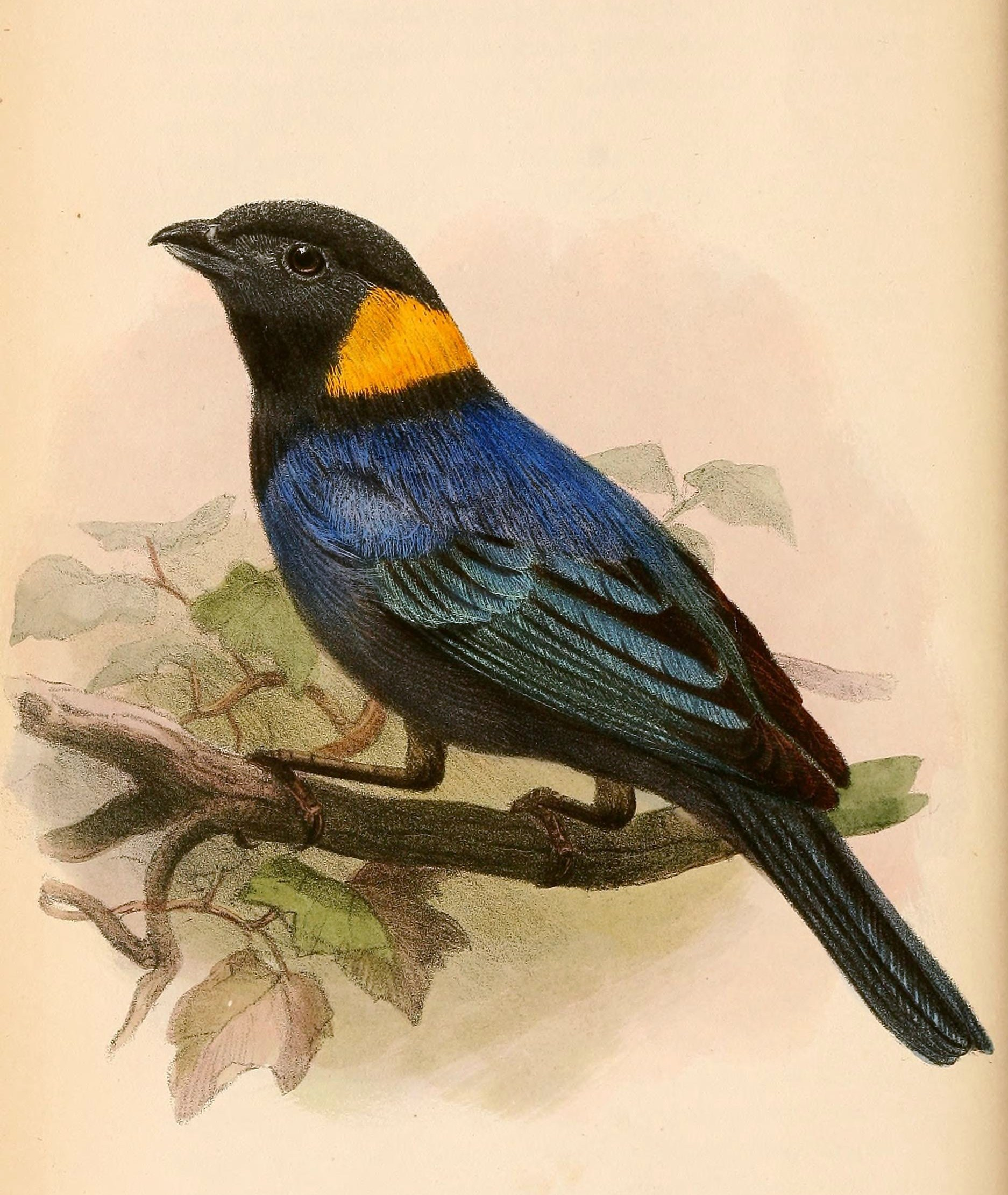